# Disjunktion
Disjunktion er en betegnelse i logik og matematik for et udsagn eller en funktion, der resulterer i værdien falsk, når begge (eller alle) operander er falske og ellers værdien sand.
I logik skrives en disjunktion
{\displaystyle P~|~Q}
eller
{\displaystyle P\lor Q}
Og læses: Det er tilfældet at P eller det er tilfældet at Q; eller begge dele.